# Pacific Division (NBA)
Pacific Division este una dintre cele trei divizii din Conferința de Vest a National Basketball Association (NBA). Divizia este formată din cinci echipe: Golden State Warriors, Los Angeles Clippers, Los Angeles Lakers, Phoenix Suns și Sacramento Kings. Toate echipele, cu excepția lui Phoenix Suns, își au sediul în California, SUA.
Divizia a fost creată la începutul sezonului 1970-1971, când liga s-a extins de la 14 la 17 echipe, cu adăugarea echipleor Buffalo Braves (actuala Los Angeles Clippers), Cleveland Cavaliers și Portland Trail Blazers. Liga s-a împărțit în două conferințe, Conferința de Vest și Conferința de Est, cu câte două divizii fiecare. Pacific Division a început cu cinci membri inaugurali, Lakers, Blazers, San Diego Rockets, San Francisco Warriors și Seattle SuperSonics. Lakers, Rockets, Warriors și SuperSonics s-au alăturat din Western Division.
Lakers a câștigat cele mai multe titluri din Divizia Pacificului, 24. Warriors sunt pe locul al doilea câștigând de șapte ori, de cinci ori consecutiv, dintre care prima dată întâmplându-se în 2015. De 17 ori campioana NBA a venit din Pacific Division. Lakers a câștigat 12 titluri, Warriors 4, iar Blazers și Sonics au câștigat câte un campionat. Toate echipele, cu excepția Blazers în sezonul 1976–1977 și Lakers în sezonul 2001–2002, au fost campioane ale diviziei. În sezonul 1991–1992, șase echipe din divizie s-au calificat în playoff. Cea mai recentă campioană a diviziei este Los Angeles Lakers.

## Echipe
| Echipă                                                                    | Oraș                                          | An           | Din                                   |
| Echipă                                                                    | Oraș                                          | S-a alăturat | S-a alăturat                          |
| ------------------------------------------------------------------------- | --------------------------------------------- | ------------ | ------------------------------------- |
| Golden State Warriors (1971–prezent) San Francisco Warriors]] (1962–1970) | San Francisco, California Oakland, California | 1970         | Western Division                      |
| Los Angeles Clippers (1984–prezent) San Diego Clippers(1978–1983)         | Los Angeles, California San Diego, California | 1978         | Atlantic Division (ca Buffalo Braves) |
| Los Angeles Lakers                                                        | Los Angeles, California                       | 1970         | Western Division                      |
| Phoenix Suns                                                              | Phoenix, Arizona                              | 1972         | Midwest Division                      |
| Sacramento Kings                                                          | Sacramento, California                        | 1988         | Midwest Division                      |

## Campioanele diviziei
| Sezon        | Echipă                 | Palmares      | Rezultat play-off                    |
| ------------ | ---------------------- | ------------- | ------------------------------------ |
| 1970-1971    | Los Angeles Lakers     | 48–34 (58,5%) | Învinsă în Finala pe conferință      |
| 1971-1972    | Los Angeles Lakers     | 69–13 (84,1%) | A câștigat Finala NBA                |
| 1972-1973    | Los Angeles Lakers     | 60–22 (73,2%) | Învinsă în Finala NBA                |
| 1973-1974    | Los Angeles Lakers     | 47–35 (57,3%) | Învinsă în Semfinalele pe conferință |
| 1974-1975    | Golden State Warriors  | 48–34 (58,5%) | A câștigat Finala NBA                |
| 1975-1976    | Golden State Warriors  | 59–23 (72,0%) | Învinsă în Finala pe conferință      |
| 1976-1977    | Los Angeles Lakers^    | 53–29 (64,6%) | Învinsă în Finala pe conferință      |
| 1977-1978    | Portland Trail Blazers | 58–24 (70,7%) | Învinsă în Semfinalele pe conferință |
| 1978-1979    | Seattle SuperSonics    | 52–30 (63,4%) | A câștigat Finala NBA                |
| 1979-1980    | Los Angeles Lakers     | 60–22 (73,2%) | A câștigat Finala NBA                |
| 1980-1981    | Phoenix Suns           | 57–25 (69,5%) | Învinsă în Semfinalele pe conferință |
| 1981-1982    | Los Angeles Lakers     | 57–25 (69,5%) | A câștigat Finala NBA                |
| 1982-1983    | Los Angeles Lakers     | 58–24 (70,7%) | Învinsă în Finala NBA                |
| 1983-1984    | Los Angeles Lakers     | 54–28 (65,9%) | Învinsă în Finala NBA                |
| 1984-1985    | Los Angeles Lakers     | 62–20 (75,6%) | A câștigat Finala NBA                |
| 1985-1986    | Los Angeles Lakers     | 62–20 (75,6%) | Învinsă în Finala pe conferință      |
| 1986-1987    | Los Angeles Lakers     | 65–17 (79,3%) | A câștigat Finala NBA                |
| 1987-1988    | Los Angeles Lakers     | 62–20 (75,6%) | A câștigat Finala NBA                |
| 1988-1989    | Los Angeles Lakers     | 57–25 (69,5%) | Învinsă în Finala NBA                |
| 1989-1990    | Los Angeles Lakers     | 63–19 (76,8%) | Învinsă în Semfinalele pe conferință |
| 1990-1991    | Portland Trail Blazers | 63–19 (76,8%) | Învinsă în Finala pe conferință      |
| 1991-1992    | Portland Trail Blazers | 57–25 (69,5%) | Învinsă în Finala NBA                |
| 1992-1993    | Phoenix Suns           | 62–20 (75,6%) | Învinsă în Finala NBA                |
| 1993-1994    | Seattle SuperSonics    | 63–19 (76,8%) | Învinsă în primul tur                |
| 1994-1995    | Phoenix Suns           | 59–23 (72,0%) | Învinsă în Semfinalele pe conferință |
| 1995-1996    | Seattle SuperSonics    | 64–18 (78,0%) | Învinsă în Finala NBA                |
| 1996-1997    | Seattle SuperSonics    | 57–25 (69,5%) | Învinsă în Semfinalele pe conferință |
| 1997-1998    | Seattle SuperSonics    | 61–21 (74,4%) | Învinsă în Semfinalele pe conferință |
| 1998-1999[a] | Portland Trail Blazers | 35–15 (70,0%) | Învinsă în Finala pe conferință      |
| 1999-2000    | Los Angeles Lakers     | 67–15 (81,7%) | A câștigat Finala NBA                |
| 2000-2001    | Los Angeles Lakers     | 56–26 (68,3%) | A câștigat Finala NBA                |
| 2001-2002    | Sacramento Kings       | 61–21 (74,4%) | Învinsă în Finala pe conferință      |
| 2002-2003    | Sacramento Kings       | 59–23 (72,0%) | Învinsă în Semfinalele pe conferință |
| 2003-2004    | Los Angeles Lakers     | 56–26 (68,3%) | Învinsă în Finala NBA                |
| 2004-2005    | Phoenix Suns           | 62–20 (75,6%) | Învinsă în Finala pe conferință      |
| 2005-2006    | Phoenix Suns           | 54–28 (65,9%) | Învinsă în Finala pe conferință      |
| 2006-2007    | Phoenix Suns           | 61–21 (74,4%) | Învinsă în Semfinalele pe conferință |
| 2007-2008    | Los Angeles Lakers     | 57–25 (69,5%) | Învinsă în Finala NBA                |
| 2008-2009    | Los Angeles Lakers     | 65–17 (79,3%) | A câștigat Finala NBA                |
| 2009-2010    | Los Angeles Lakers     | 57–25 (69,5%) | A câștigat Finala NBA                |
| 2010-2011    | Los Angeles Lakers     | 57–25 (69,5%) | Învinsă în Semfinalele pe conferință |
| 2011-2012[a] | Los Angeles Lakers     | 41–25 (62,1%) | Învinsă în Semfinalele pe conferință |
| 2012-2013    | Los Angeles Clippers   | 56–26 (68,3%) | Învinsă în primul tur                |
| 2013-2014    | Los Angeles Clippers   | 57–25 (69,5%) | Învinsă în Semfinalele pe conferință |
| 2014-2015    | Golden State Warriors  | 67–15 (81,7%) | A câștigat Finala NBA                |
| 2015-2016    | Golden State Warriors  | 73–9 (89,0%)  | Învinsă în Finala NBA                |
| 2016-2017    | Golden State Warriors  | 67–15 (81,7%) | A câștigat Finala NBA                |
| 2017-2018    | Golden State Warriors  | 58–24 (70,7%) | A câștigat Finala NBA                |
| 2018-2019    | Golden State Warriors  | 57–25 (69,5%) | Învinsă în Finala NBA                |
| 2019-2020    | Los Angeles Lakers     | 52–19 (73,2%) | A câștigat Finala NBA                |